# Zahia Mentouri
Zahia Mentouri-Chentouf (en arabe : زهية منتوري (Zahiyya Mantūrī)), née le 7 décembre 1947 et morte le 12 juillet 2022, est une femme médecin algérienne et fonctionnaire du gouvernement qui a été ministre de la Santé et des Affaires sociales en 1992.

## Biographie

### Enfance
Zahia Mentouri est née en 1947 à Sétif en Algérie. En 1952, ses parents émigrent en France avec son frère et sa sœur, mais elle reste à Constantine sous la garde de sa tante et de son oncle. Certains membres de la famille de Mentouri combattent les forces françaises pendant la guerre d'indépendance algérienne, l'un de ses oncles et deux de ses cousins sont tués par les forces françaises. En grandissant, de nombreux amis de Zahia Mentouri sont des pieds-noirs.

### Carrière
Après l'indépendance de l'Algérie en 1962, Zahia Mentouri est optimiste quant à l'avenir de l'Algérie en tant qu'État socialiste. Elle étudie la médecine et fait du bénévolat dans les soins de santé dans les régions rurales de l'Algérie. Elle met également en place des unités de soins intensifs pédiatriques dans plusieurs villes algériennes. Elle est par la suite nommée rectrice de l'université d'Annaba, où est créé une école de médecine.
Le 22 février 1992, Zahia Mentouri est nommée ministre de la Santé et des Affaires sociales dans le gouvernement du Premier ministre Sid Ahmed Ghozali. Pendant son mandat de ministre, elle aide à promulguer une nouvelle législation qui désigne la santé publique comme une priorité nationale. Cependant, le 29 juin 1992, pendant la guerre civile algérienne, le président Mohamed Boudiaf est assassiné ; en conséquence, le gouvernement de Ghozali est dissous. Zahia Mentouri démissionne de son poste de ministre de la Santé le 19 juillet 1992, avant qu'elle ne puisse réaliser son ambition d'instaurer la gratuité des soins de santé en Algérie,.
Après que Zahia Mentouri ait refusé de créer une université islamiste, elle commence à recevoir des menaces de mort, la forçant à fuir Alger. Elle change ensuite de nom et s'installe dans une petite ville, où elle travaille dans un hôpital local. Au cours des années 1990, une fillette de 7 ans nommée Saada Arbane, dont la gorge a été tranchée est amenée aux soins intensifs de son service ; sa famille a été tuée par une milice du Front islamique du salut, mais elle a survécu. Après un séjour de 8 mois aux soins intensifs, elle est adoptée par Zahia Mentouri et son mari. Des années plus tard, Saada Arbane accuse l'écrivain Kamel Daoud d'avoir relaté son histoire sans son consentement dans son roman Houris.
Après la fin de la guerre civile, Zahia Mentouri s'installe à Oran, où elle devient professeur d'anesthésie et de réanimation à l'université d'Oran,. Elle est également chercheuse pour l'Agence nationale pour le développement de la recherche en santé, elle organise notamment la Conférence africaine sur la recherche en santé. Plus tard elle est nommée directrice de l'Agence thématique pour la recherche et les sciences de la santé,.
Zahia Mentouri meurt le 12 juillet 2022,.